# Jonathan Noyce

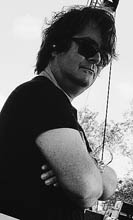
Jonathan Noyce en 2017.

Jonathan Mark Thomas Noyce (nacido el 15 de julio de 1971 en Sutton Coldfield, Warwickshire, Inglaterra) fue el bajista de Jethro Tull desde 1995 hasta 2007.
También ha tocado para Gary Moore, desde 2005, y para Archive desde 2007.